# Cosmopterigidae
Famille
Les Cosmopterigidae sont une famille de petits lépidoptères (papillons) de la super-famille des Gelechioidea. 
Elle regroupe environ 135 genres et 1 800 espèces, réparties dans les quatre sous-familles suivantes, :
- Chrysopeleiinae Mosher, 1916
- Antequerinae Hodges, 1978
- Cosmopteriginae Heinemann & Wocke, 1876
- Scaeosophinae Meyrick, 1922

## Quelques genres
- Cosmopterix Hubner, 1825
- Hyposmocoma Butler, 1881
- Ithome
- Limnaecia Staint., 1851
- Pyroderces